# West Newton (Norfolk)
West Newton – wieś w Anglii, w hrabstwie Norfolk, w dystrykcie King’s Lynn and West Norfolk. Leży 57 km na zachód od Norwich i 152 km na północ od Londynu.